# Spilocuscus papuensis
Il cusco di Waigeo (Spilocuscus papuensis Desmarest, 1822) è un marsupiale arboricolo della famiglia dei Falangeridi.

## Descrizione
Il cusco di Waigeo si differenzia da tutte le altre specie del genere Spilocuscus per il fatto che sia i maschi che le femmine hanno il manto maculato; inoltre, queste macchie sono spesso più piccole di quelle dei loro conspecifici. I maschi adulti hanno una colorazione di fondo di colore bianco candido, sulla quale spicca una serie di macchie irregolari nere sul dorso. Le femmine hanno aspetto simile, ma hanno macchie nere più piccole. Negli esemplari giovani le macchie sono poco visibili, dal momento che hanno una colorazione di fondo grigio-nerastra. L'iride è color rosso carminio o nocciola chiaro.

## Biologia
Non abbiamo molte notizie sulla biologia di questa specie; Wallace, nel 1862, sostenne che aveva abitudini diurne. Vive nelle foreste pluviali, anche in prossimità dei villaggi, ed è particolarmente comune nel canyon di Orobiai, a circa 450 m di quota.

## Distribuzione e habitat
S. papuensis vive unicamente a Waigeo, una delle isole che costituiscono l'arcipelago di Raja Ampat, presso le coste del Papua sud-occidentale (Nuova Guinea), ma potrebbe essere presente anche sull'isola di Batanta, posta a sud di Waigeo.

## Conservazione
Lo status del cusco di Waigeo non è noto con certezza, perché gran parte di quello che sappiamo sulla specie risale a studi ormai datati. Nel 1826 Lesson e Garnot notarono che era una specie molto comune, e anche nel 1931 era sempre relativamente diffuso. Negli ultimi anni è sempre stato avvistato durante le ricerche effettuate dagli ornitologi sull'isola.
Gli abitanti cacciano il cusco per la carne, ma si tratterebbe di una specie piuttosto adattabile, tanto che non sarebbe raro nei pressi dei villaggi. La IUCN lo classifica tra le specie vulnerabili (Vulnerable).